# Faršerioti
Faršerioti (Arbanitovlasi), malena cincarska zajednica u Albaniji i susjednoj Makedoniji gdje su se sačuvali do danas u selu Gorna Belica (faršeriotski Beala di Sus), u blizini albanske granice, sjeverno od Struge. Služe se posebnim dijalektom. Postoje dvije grupe Arumunja koje su naselile Gornu i Dolnu Belicu iz raznih krajeva Albanije, to su Mbalioti i Farsherioti (Farsaloci).
Faršerioti su stočari, od Grka nazivani Arvanitovlasima, koji se od susjednih Kucovlaha (Karaguna) razlikuju po boji svojih isključivo bijelih odijela. Tijekom ljeta, piše Dragoslav Antonijević u svojim "Obredima i običajima balkanskih stočara" (1982.), Faršerioti se sa svojim stadima nalaze na ispašama u planinama a za vrijeme zime silaze u toplije nizine. Preko cijele godine žive u šatorima i kolibama od trske, čuvaju svoje drevne običaje a poznaju i krvnu osvetu. Žene se samo međusobno, a ne miješaju se ni s ostalim vlaškim skupinama kao što su Karaguni ili Kucovlasi

## Vanjske poveznice
- CROLIST - Pretrazivac